# Sweikhuizen
Sweikhuizen (Limburgs: Zjweikese of Sjweikese) is een woonkern in de Nederlandse provincie Limburg, grenzend aan Geleen, Spaubeek en Puth en behorende tot de gemeente Beekdaelen. 

## Etymologie
Vaak wordt aangenomen dat de naam Sweikhuizen afkomstig is van het woord Zweihuizen oftewel twee huizen. De naam slaat op de bebouwing tussen twee huizen. Men vermoedt dat de Stammenhof, gelegen boven op de helling, het boven- en de Biesenhof onder aan de helling, het benedenhuis was. Aannemelijker is de verklaring "huizen bij een weiland, land waar vee gehouden wordt".

## Geschiedenis
In de jaren zeventig van de 20e eeuw zijn er op de Pepelsberg bij Sweikhuizen archeologische vondsten gedaan, zoals bewerkte vuurstenen en aardewerkscherven. 
Sweikhuizen ontstond in de middeleeuwen in het dal van de Geleenbeek. Er ontstond lintbebouwing langs de stijgende weg naar Puth. Omstreeks 1800 waren er twee kernen: Nabij de kerk en meer oostelijk langs de Bergstraat. Gedurende de Tweede Wereldoorlog werden diverse panden beschadigd door bombardementen, o.a. woonhuis Bergstraat 88, waarbij een gedeelte van de carréboerderij werd vernietigd. In de tweede helft van de 20e eeuw werd een woonwijk ten noorden van de kerk bijgebouwd, mede door initiatief van Pastoor Thissen.

## Bezienswaardigheden

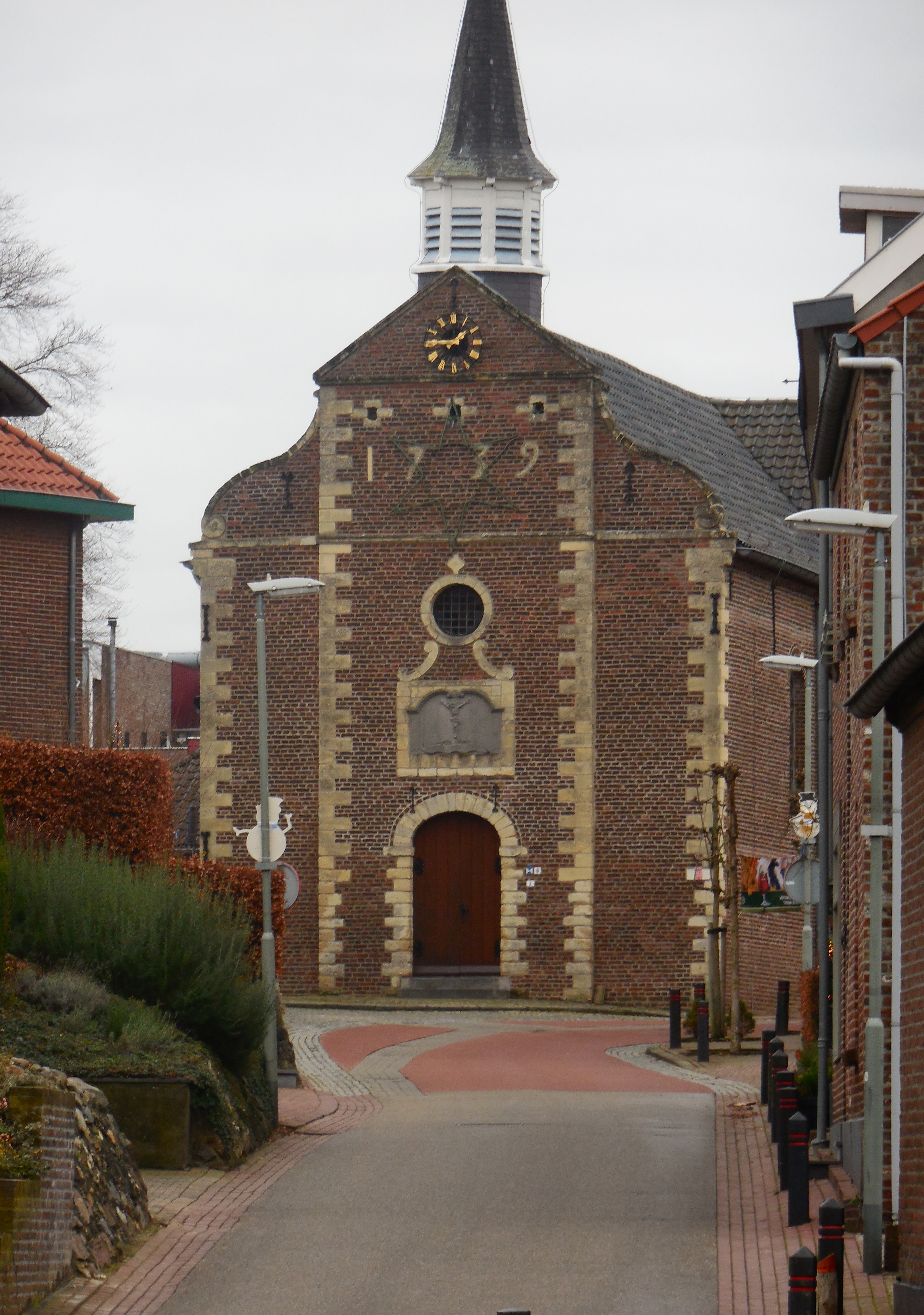
Sint-Dionysius en Odiliakerk

- De Sint-Dionysius en Odiliakerk werd in 1739 gebouwd op initiatief van Reinier Haegens en na diens dood werd de bouw voortgezet door W.J. Fabricius. Na de oorlog kwam het huidige groter koor en transept tot stand naar een ontwerp van Joseph Franssen. Aan de noordzijde van de kerk werd een sacristie toegevoegd.
- Voormalig Retraitehuis Schinnen, van 1946, in het Stammenderbos.
- Voormalige steenfabriek Sint Jozef, van omstreeks 1920.
- Diverse woonhuizen, zoals:
  - Bergstraat 18, 18e-eeuws vakwerkhuis
  - Bergstraat 78, 19e-eeuws voormalige pastorie
  - Bergstraat 88, 17e-eeuws vakwerkhuis
  - Sleijerweg 2, 19e-eeuws vakwerkhuis
- Diverse bezienswaardige boerderijen, zoals:
  - Stammen 1, carréhoeve van 1772 en 1799.
  - Bergstraat 11, heeft een oud deel met vakwerk van omstreeks 1800.

Zie ook
- Lijst van rijksmonumenten in Sweikhuizen
- Lijst van gemeentelijke monumenten in Sweikhuizen

## Sint-Odiliadevotie
Het dorp is een bedevaartsoord voor blinden en slechtzienden. Vanaf 1851 kent Sweikhuizen een Sint-Odiliadevotie. Sinds 1929 worden er jaarlijks blindenbedevaarten gehouden met deelname vanuit geheel Nederland. De blinden- en slechtziendenbedevaart werd in 1929 gesticht door de blinde pater Lucianus, minderbroeder-conventueel te Urmond en geestelijk adviseur van de afdeling Limburg van de R.K. Blindenbond Sint Odilia.

## Pruimenteelt
Het product waarmee Sweikhuizen in de wijde omgeving bekend is, zijn de Sjweikeser Rèngelaote. Volgens de in New York wonende Gelener prof. dr. Arthur Schrijnemakers is de kweek van deze pruimensoort ontstaan rond 1820 toen een zekere Jacob Lenaerts naar Sweikhuizen kwam om te gaan werken bij Peter Baggen, in die tijd de grootste fruitteler van het dorp. Zijn kennis van pruimen kweken nam hij mee. Hij wist uit een wilde zure pruimensoort een soort te kweken die tot de sappigste en fruitigste pruimen van deze streek behoorde. Dat was het begin van de pruimenteelt, die gedurende anderhalve eeuw, grote bekendheid aan Sweikhuizen zou geven.
Joep Boyens (1865-1953) gold in zijn tijd in Sweikhuizen als de grootste autoriteit inzake pruimenteelt. Van hem schijnt ook de benaming Sjweikeser rèngelaot te stammen.
Tussen 1960-1970 kwam echter de anticlimax. Door de ruilverkavelingen en door de overgang van fruitteelt naar landbouw werd toen een ware kaalslag gepleegd: hele akkers met pruimenbomen en andere hoogstambomen werden met de grond gelijk gemaakt. Rooipremies en uitbreiding van de bouwactiviteiten versnelden de teloorgang van de eens zo beroemde rèngelaot. En van het zo prachtig beschreven bloeiende landschap rondom Sweikhuizen is niet veel meer overgebleven. Het aantal pruimenbomen slonk tot enkele tientallen. Zonder ingrijpen zou deze boomsoort volledig uit Sweikhuizen verdwijnen. Daarom werden er initiatieven genomen de Sjweikeser rèngelaot te redden. Een aantal vrijwilligers plantte reeds in 2000 uit eigen beweging een honderdtal scheuten van de rèngelaot in hun achtertuin. In 2003 werd de stichting Sjweikeser Rèngelaot opgericht die inzet voor het behoud en de herplanting van de rèngelaot. Er werd contact gezocht met gemeente Schinnen, Natuurmonumenten en het Landschapspark De Graven om deze pruimensoort weer te plaatsen waar hij thuishoort: op de hellingen rondom Sweikhuizen.

## Natuur en landschap
Sweikhuizen ligt op de helling van het Geleenbeekdal naar het Plateau van Doenrade. Halverwege de helling, op een hoogte van ongeveer 80 meter, ligt een kleine kerk die in 1739 gebouwd is. Onderaan de Sweikhuizerberg ligt een monumentale hoeve, De Biezenhof. Aan de zuidzijde wordt de helling van het plateau begroeid door het Stammenderbos en aan de noordzijde door het Danikerbos op de Danikerberg. Sweikhuizen is gelegen in het Landschapspark De Graven, tot stand gekomen op een initiatief van de (toenmalige) gemeenten Sittard, Geleen en Schinnen uit 1999, om een toegankelijk natuurgebied en zo veel als mogelijk het buitengebied in de oorspronkelijke status van de drie gemeenten te realiseren en te behouden. Door deze samenwerking is niet alleen een schitterend wandelgebied ontstaan waar ook diverse buitensporten als mountainbiken, paardrijden etc beoefend kunnen worden. Bekende onderdelen van het landschapspark zijn het historische kasteel Terborg, de Schwienswei benoorden Sittard, de beekdalontwikkeling van de Muldersplas bij Schinnen via Sweikhuizen tot aan Geleen, de omgeving van de Biesenhof en de hellingen en historische gebouwen bij Sweikhuizen.

## Wielrennen in Sweikhuizen
Vanwege de steile helling in Sweikhuizen zijn er in het verleden op initiatief van Michel Visschers, Pie Solberg en Eugène Daniëls ook vaker wielerkoersen georganiseerd, onder andere de Klauterkoers waar in de jaren negentig van de 20e eeuw vele nationale wielervedetten aan deelnamen zoals Michael Boogerd en Erik Dekker. Michael Boogerd behaalde in 1996 zijn eerste overwinning als profwielrenner in dienst van de Rabobankploeg in de Klauterkoers in Sweikhuizen. De Klauterkoers bestaat niet meer.
Sinds de opening van het Tom Dumoulin Bike Park in Sittard, in 2017, komt de Sweikhuizerberg regelmatig terug in de Nederlandse profronde voor vrouwen die deel uitmaakt van de UCI Women's World Tour. In de 6e etappe in 2017 en de 5e etappe in 2018 startten en finishten de dames in Sittard. In 2018 ontsnapte Chantal Blaak in Sweikhuizen en won ze de etappe. In 2021 lag de finishlijn van de vierde etappe bovenaan de Bergstraat. De winst ging naar Marianne Vos. Zij werd op twee seconden gevolgd door Katarzyna Niewiadoma en Chantal van den Broek-Blaak.

## Filmlocatie Sweikhuizen
Sweikhuizen is geregeld decor geweest voor opnames van bioscoopfilms en reclamespotjes. Een groot deel van de Europese speelfilm Verder dan de maan (2003) van de Belgische regisseur Stijn Coninx, met onder andere de Limburgse acteur Huub Stapel, is in Sweikhuizen opgenomen. Ook het reclamespotje van doe-het-zelfketen Formido is in Sweikhuizen en omgeving opgenomen. In 2008 vonden in Sweikhuizen opnames plaats voor de Nederlandse televisieserie Flikken Maastricht. Eerder was Sweikhuizen decor bij filmopnames van de in Schinnen woonachtige filmmaker Henk van der Linden.

## Statistische gegevens[5]
- Inwoners van Sweikhuizen (2022):
  - Totaal: 661
  - Mannen: 331
  - Vrouwen: 330
- Percentage leeftijdsopbouw (2022):
  - 0-15 jaar: 91 (13,8%)
  - 15-25 jaar: 66 (10,0%)
  - 25-45 jaar: 116 (17,5%)
  - 45-65 jaar: 197 (29,8%)
  - 65 jaar of ouder: 194 (29,3%)
- Woningen in Sweikhuizen (2022): 286
- Personenauto's in Sweikhuizen (2010): 380
- Gemiddeld netto jaarinkomen Sweikhuizen (2020): 35.800

## Nabijgelegen kernen
Geleen, Spaubeek, Puth, Neerbeek